# 陇川镇
陇川镇，是中华人民共和国甘肃省定西市通渭县下辖的一个乡镇级行政单位。
2017年，甘肃省民政厅批复同意撤销陇川乡，设立陇川镇。

## 行政区划
陇川镇下辖以下地区：
蔡铺村、新林村、曹贾村、张沟村、寺沟村、坡山村、徐湾村、郭家村、官堡村、菜子村、张阳村、新堡村、石峰村、花湾村和李岘村。